# Ulla Hoffmann
Ulla Hoffmann (Solna, 31 maart 1942) is een Zweedse politica. 
Van 3 oktober 1994 tot 2006 was zij lid van het Zweeds parlement voor de Vänsterpartiet.
In 2003 werd Hoffmann vice-voorzitter van de partij, samen met Ingrid Burman.